# Chlorops nubilipalpis
Chlorops nubilipalpis är en tvåvingeart som beskrevs av Malloch 1931. Chlorops nubilipalpis ingår i släktet Chlorops och familjen fritflugor. Inga underarter finns listade i Catalogue of Life.